# Патрік Фабер (хокеїст на траві)
Патрік Фабер (нід. Patrick Faber, 7 травня 1964) — нідерландський хокеїст на траві.
Бронзовий призер Олімпійських Ігор 1988 року.